# Сацхвитао
Сацхвитао (груз. საცხვიტაო) — село в Грузии, на территории Сенакского муниципалитета края (мхаре) Самегрело-Верхняя Сванетия.

## География
Село находится в западной части Грузии, на правом берегу реки Циви (правый приток Риони), на расстоянии приблизительно 6 километров (по прямой) к северу от города Сенаки, административного центра муниципалитета. Абсолютная высота — 86 метров над уровнем моря.

## Население
По результатам официальной переписи населения 2014 года в Сацхвитао проживало 160 человек (79 мужчин и 81 женщина). В национальной структуре населения грузины составляли 99,4 %.
| Год  | Население, человек |
| ---- | ------------------ |
| 2002 | 225                |
| 2014 | ↘ 160              |